# Дорошенко, Владимир Викторович
Владимир Викторович Дорошенко (1879—1963) — украинский библиограф, литературовед, переводчик и общественно-политический деятель.
Считается одним из самых выдающихся украинских библиографов XX века. Автор ряда работ, часть из которых подписывал под псевдонимом — Белоцерковец, Божко, Журба, Книголюб, Украинец и другими.

## Биография
Родился 3 октября 1879 года в Санкт-Петербурге в семье военного врача, происходившего из казацко-старшинского рода Дорошенко. Брат Натальи Дорошенко. В 1880 году семья переехала на Полтавщину в село Белоцерковцы.
Среднее образование Владимир получил в гимназии города Прилуки, а высшее — в Московском университете на историко-филологическом факультете. В 1904 году он совмещал учёбу с курсами украиноведения во Львове. В 1905 году, после окончания университета, вернулся на Полтавщину и работал в статистическом бюро.
Из-за преследований за активное участие в общественной жизни вынужден был переехать в Галицию и с 1909 года проживал во Львове. В этом же году поступил на философский факультет Львовского университета (ныне Львовский национальный университет имени Ивана Франко), который окончил в 1913 году. Во Львове Дорошенко вошел в состав Научного общества имени Тараса Шевченко (НОШ). Работал библиотекарем НОШ до 1914 года, когда началась Первая мировая война. В 1913 году был избран председателем библиографической комиссии НОШ. Был членом Всеобщей украинской рады с 1915 года.
Во время Первой мировой войны Дорошенко эмигрировал в Вену, где работал редактором нескольких изданий организации «Союз освобождения Украины». Некоторое время являлся главным редактором печатного органа Союза освобождения — «Вісник Союзу визволення України». В 1916 году он вернулся во Львов и продолжил свою деятельность в Библиотеке НОШ, которой руководил до 1921 года. В 1918 году работал в Киеве в Украинской академии наук (ныне Национальная академия наук Украины) в канцелярии секретаря академии — профессора А. Е. Крымского. В 1919 году уезжал в город Станислав (ныне Ивано-Франковск). Позже снова вернулся во Львов, где с 1937 по 1944 год был директором Библиотеки НОШ.
После того, как эта библиотека была включена в сеть библиотек Академии наук Украинской ССР, Владимир Дорошенко принял решение эмигрировать на Запад. Сначала он прибыл в Прагу, затем находился в Германии и в 1949 году обосновался в США — в Филадельфии. Здесь он занимался преимущественно литературно-научной работой и был редактором дневника «Америка».
Умер 25 августа 1963 года в Филадельфии и был похоронен на украинском православном кладбище в Баунд Брук, штат Нью-Джерси.

## Семья
дочь — Мира Гармаш (родилась в 1926 году во Львове) — поэтесса.